# أورلاندو راميريز
أورلاندو راميريز (بالإسبانية: Orlando Ramírez)‏ (7 مايو 1943 بسانتياغو في تشيلي - 26 يوليو 2018 بسانتياغو في تشيلي) هو لاعب كرة قدم تشيلي في مركز الهجوم، شارك في كأس العالم 1966. وشارك مع منتخب تشيلي لكرة القدم. أما مع النوادي، فقد لعب مع نادي أونيفرسيداد كاتوليكا ونادي بالستينو.

## وصلات خارجية
- أورلاندو راميريز على موقع جمعية أبحاث البيسبول الأمريكية (الإنجليزية)
- أورلاندو راميريز على موقع الاتحاد الدولي (مؤرشف)  (الإنجليزية)
- أورلاندو راميريز على موقع قاعدة بيانات كرة القدم.إي يو (الإنجليزية)
- أورلاندو راميريز على موقع ناشيونال فوتبول تيمز (الإنجليزية)
- أورلاندو راميريز على موقع عالم كرة القدم.نت (الإنجليزية)